# عبد الرحمن صبري
عبد الرحمن صبري (ت. 1139 هـ) هو قاضي حنفي. هو عبد الرحمن بن أحمد بن عمر الرومي، الحنفي، الشهير بصبري. ولي قضاء القدس.

## آثاره
من آثاره:
- أيها الأخ في شرح أيها الولد للغزالي، ألفة سنة 1117 هـ.[1]
- الرشاد في شرح الإرشاد.[2]